# Curiatius Maternus
Curiatius Maternus apparaît dans le Dialogue des orateurs de Tacite. Il y est présenté comme l'auteur d'une tragédie, Caton, vers 74 ou 75 apr. J.-C.
Il a parfois été identifié au « sophiste » Maternus qu'évoque Cassius Dion dans son Histoire romaine (le mot de sophiste s'entendant dans cette hypothèse, en grec du IIIe siècle, comme un terme générique pour désigner un orateur ou un écrivain). Ce Maternus mourut en 91, pour avoir parlé et écrit contre les tyrans. Patrick Kragelund souligne que les deux abréviateurs par lesquels ce passage de l'Histoire romaine est connu, Xiphilin et Zonaras, font sans doute référence au même ensemble de faits en citant comme cause de sa mort, pour l'un le fait d'avoir parlé (Xiphilin), pour l'autre d'avoir écrit (Zonaras) « contre les tyrans » : la publication d'un écrit dramatique était en effet souvent précédée à Rome d'une récitation devant un cercle restreint. Quant au fond, une tragédie sur Caton, connu pour avoir choisi la mort plutôt que de devoir supporter la vue d'un tyran, se prêtait nécessairement à une critique du despotisme.
Quand il ouvre son Dialogue des orateurs, Tacite fait référence à la récitation par Maternus de son Caton sans sembler éprouver le besoin de donner plus de détails, comme si l'issue de l'histoire était connue de tous – ce qui plaide en faveur de la thèse d'une mort retentissante, même ultérieure d'une quinzaine d'années. Certains passages du texte seraient alors chargés d'une forte ironie dramatique, ainsi (en 13.6) celui où le personnage annonce avec optimisme ne pas devoir craindre la confiscation de ses biens après sa mort, non plus que l'érection d'une statue le représentant affligé et effrayant (atrox) ou encore la nécessité qu'on défende plus tard sa mémoire.